# اینوایت
اینوایت (انگلیسی: INWIT) شرکت مخابرات ایتالیایی است، که در سال ۱۹۹۰ تأسیس شد.